# Annei

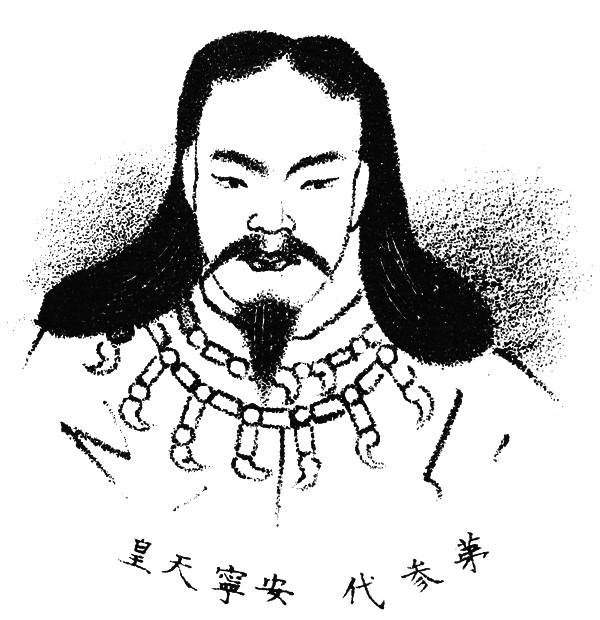
Emperador Annei

L'emperador Annei (安寧天皇, Annei Tennō) va ser el tercer emperador del Japó que apareix en la tradicional llista d'emperadors.
No existeixen dades exactes sobre aquest emperador, cosa que ha dut a considerar-lo com a llegendari pels historiadors.
En el Kojiki i el Nihon Shoki només n'anomena el seu nom i genealogia. La tradició li atribueix el naixement el 567 aC i la mort el 511 aC i situa el començament del seu regnat el 549 aC, succeint el seu pare Suizei.
El seu nom pòstum significa literalment "tranquil·litat estable".
Si bé la tradició afirma que va existir realment, els estudis històrics moderns tendeixen a demostrar que aquest personatge no va existir mai.